# Capheris langi
Capheris langi är en spindelart som beskrevs av Lawrence 1936. Capheris langi ingår i släktet Capheris och familjen Zodariidae. Inga underarter finns listade.